# Christian Friedrich Schwägrichen
Christian Friedrich Schwägrichen (16. september 1775 – 2. maj 1853) var en tysk botaniker og bryolog fra Leipzig. Hans officielle autornavn er „Schwägr.”.
Christian Friedrich Schwägrichen tog i 1799 sin doktorgrad i Leipzig hos Johannes Hedwig. Samme år udgav han de to første dele af Topographiae botanicae et entomologicae Lipsiensis specimen, som han i 1806 færdiggjorde med en sidste del, der indeholdt nye arter fundet i mellemtiden. Efter Johannes Hedwigs død offentliggjorde han i 1801 dennes Species Muscorum, et standardværk inden for bryologien. Værket sætter begyndelsen for den nuværende nomenklatur inden for slægtsnavne hos bladmosser og levermosser. Fra 1811 til 1814 supplerede Schwägrichen dette værk med yderligere 6 bind, der indeholdt 300 kolorerede tavler af nye mosser. I 1853 faldt han ned ad en trappe og døde af sine kvæstelser.